# Sant Andreu de Vilagrasseta
Sant Andreu de Vilagrasseta és l'església parroquial del nucli de Vilagrasseta, al municipi de Montoliu de Segarra (Segarra), inclosa a l'Inventari del Patrimoni Arquitectònic de Catalunya.

## Descripció
L'església està situada fora del nucli antic del poble, aïllat de qualsevol edifici i centrat en una plaça. Aquest edifici se'ns presenta de planta rectangular, d'una nau coberta amb volta de canó amb llunetes, capelles bastides al mur d'una façana lateral, torre campanar, capçada plana, i disposa de ràfec de teula al llarg de les façanes laterals. La coberta de l'edifici és a doble vessant, a diferència de la torre campanar que és a quatre vessants. A la façana principal s'obre la porta d'accés, d'estructura allindada, amb pilastres adossades a banda i banda i corona un frontó motllurat. Cal destacar el relleu en forma de segell que apareix centrat al mig de la llinda d'aquesta porta d'accés amb la data "1866". Damunt aquesta estructura d'accés, i seguint l'eix vertical, es disposa una fornícula buida, un òcul i una finestra cruciforme. A un angle d'aquesta façana principal, se situa una torre campanar, de planta quadrada i amb quatre ulls d'arc rebaixat. A l'interior de l'església hi ha una motllura situada a l'arrencada de la volta de canó, on surten els arcs formers que es recolzen en pilastres. L'obra presenta un parament paredat de pedra del país.

## Història
L'edifici actual és una construcció del segle xviii, però el seu inici és molt més anterior, doncs apareix com a parròquia dins de les esmenes del bisbat de Vic, a partir dels segles xi i xii amb el nom del poble de "Villa Grassa", aquest últim conegut fins al segle xiii, quan passar a ser Vilagrasseta. Durant el segle xiii, el rector d'aquesta església va pledejar sense èxit amb el monestir de Santes Creus pels drets sobre els delmes de Gramuntell. Tradicionalment sempre ha estat sufragània seva l'església de Santa Maria de Gramuntell. Aquesta església parroquial de Sant Andreu va pertànyer al bisbat de Vic fins a l'any 1957, moment que s'incorpora al bisbat de Solsona. Conserva alguns murs del temple primitiu encara que fou refeta dins l'estètica neoclàssica al segle xviii.